# 聖地亞古多火山
聖地亞古多火山（西班牙語：Volcán Santa María），是危地馬拉的大型活火山，毗鄰克薩爾特南戈，位於科科斯板塊和加勒比板塊之間的隱沒帶，屬於恰帕斯马德雷山脉（Sierra Madre de Chiapas）的一部分。1902年聖地亞古多火山發生火山爆發，火山爆發指數為6，是二十世紀四大火山爆發之一，也是過去200年五大火山爆發之一，因此被國際火山學與地球內部化學協會（IAVCEI）列為十年火山。

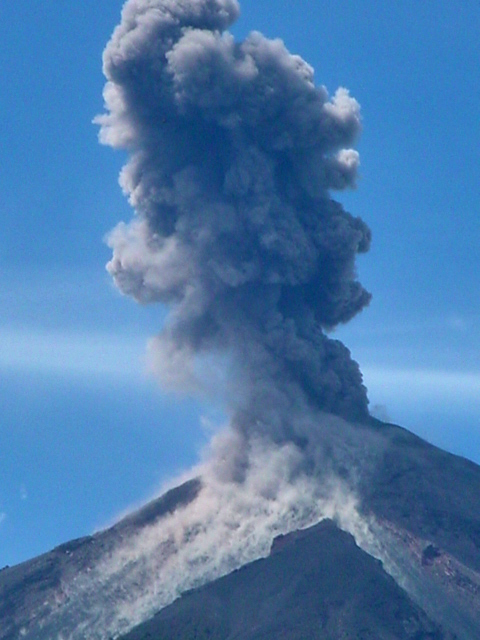
聖地亞古多火山2003年爆發

## 外部連結
- . 全球火山作用计划. 史密森尼学会.
- Santa María: Pictures and recent activity, from VolcanoWorld
- Santa María Decade Volcano information （页面存档备份，存于）